# Петрушенко, Леонид Михайлович
Леонид Михайлович Петрушенко  (1924—1986) — советский гвардии старший сержант, командир орудия 130-го гвардейского артиллерийского полка. 58-й гвардейской стрелковой дивизии, 34-го гвардейского стрелкового корпуса, 5-й гвардейской армии, 1-го Украинского фронта. Полный кавалер Ордена Славы.

## Биография
Родился 2 декабря 1924 года в селе Арсеньевка в крестьянской семье. В 1939 году окончил десять классов.
С 1944 года призван в ряды РККА и отправлен в действующую армию — командир орудия 130-го гвардейского артиллерийского полка. 58-й гвардейской стрелковой дивизии, 34-го гвардейского стрелкового корпуса, 5-й гвардейской армии воевал на 1-м Украинском фронте.
С 24 по 25 января 1945 года наводчик, гвардии рядовой Л. М. Петрушенко в боях в районе населённого пункта Оттозее огнём из орудия поразил шесть пулемётных точек, до двадцати гитлеровцев, чем способствовал продвижению стрелковых подразделений. За это 14 марта 1945 года Указом Президиума Верховного Совета СССР Л. М. Петрушенко был награждён Орденом Славы 3-й степени.
16 апреля 1945 года гвардии рядовой Л. М. Петрушенко в боях при прорыве обороны противника под городом Мускау прямой наводкой подбил танк, уничтожил штурмовое орудие, пять пулемётов, три дзота и много вражеских солдат. 19 июня 1945 года Указом Президиума Верховного Совета СССР Л. М. Петрушенко был награждён Орденом Славы 2-й степени.
С 17 по 18 апреля 1945 года гвардии старший сержант Л. М. Петрушенко в бою за город Мускау и в 10 километрах восточнее города Шпремберг с открытой огневой позиции подавил миномётную батарею, два пулемёта, разрушил несколько дзотов, поджёг автомашину, истребил большое количество гитлеровцев. 13 мая 1945 года Указом Президиума Верховного Совета СССР Л. М. Петрушенко был награждён Орденом Славы 3-й степени. 26 ноября 1958 года Указом Президиума Верховного Совета СССР Л. М. Петрушенко был перенаграждён Орденом Славы 1-й степени.
В 1950 году гвардии старшина Л. М. Петрушенко был демобилизован из рядов Советской армии. В 1954 году окончил финансовый техникум. С 1961 года — инспектор Маловисковского районного отделения Госстраха, заместитель председателя Новомиргородского районного потребительского общества. Умер 8 декабря 1986 года в городе Николаеве.

## Награды
- Орден Славы I степени (1958)
- Орден Славы II степени (1945)
- Орден Славы III степени (1945)
- Орден Отечественной войны I степени (1985)